# Andries Tak
Andries Tak (Schiedam, 29 september 1864 – Voorburg, 9 augustus 1934) was een Nederlands jurist en procureur-generaal  bij de Hoge Raad der Nederlanden.

## Biografie
Tak was een zoon van korenwijnstoker Jacob Tak en Johanna Kerssen. Hij trouwde met H. Plant. Hij studeerde vanaf 1885 aan de Universiteit Leiden waar hij op 22 januari 1889 promoveerde op De rechtsverhouding van den Curator in het faillissement. Daarna werd hij griffier bij het kantongerecht van Hulst en vervolgens trad hij in dienst van het Openbaar Ministerie. Van 1905 tot 1913 was hij advocaat-generaal bij het hof in Den Bosch. Per 19 september 1913 werd hij benoemd tot advocaat-generaal bij de Hoge Raad. Op 12 februari 1927 werd hij benoemd tot procureur-generaal wat hij tot zijn overlijden zou blijven.